# Sphinx chersis

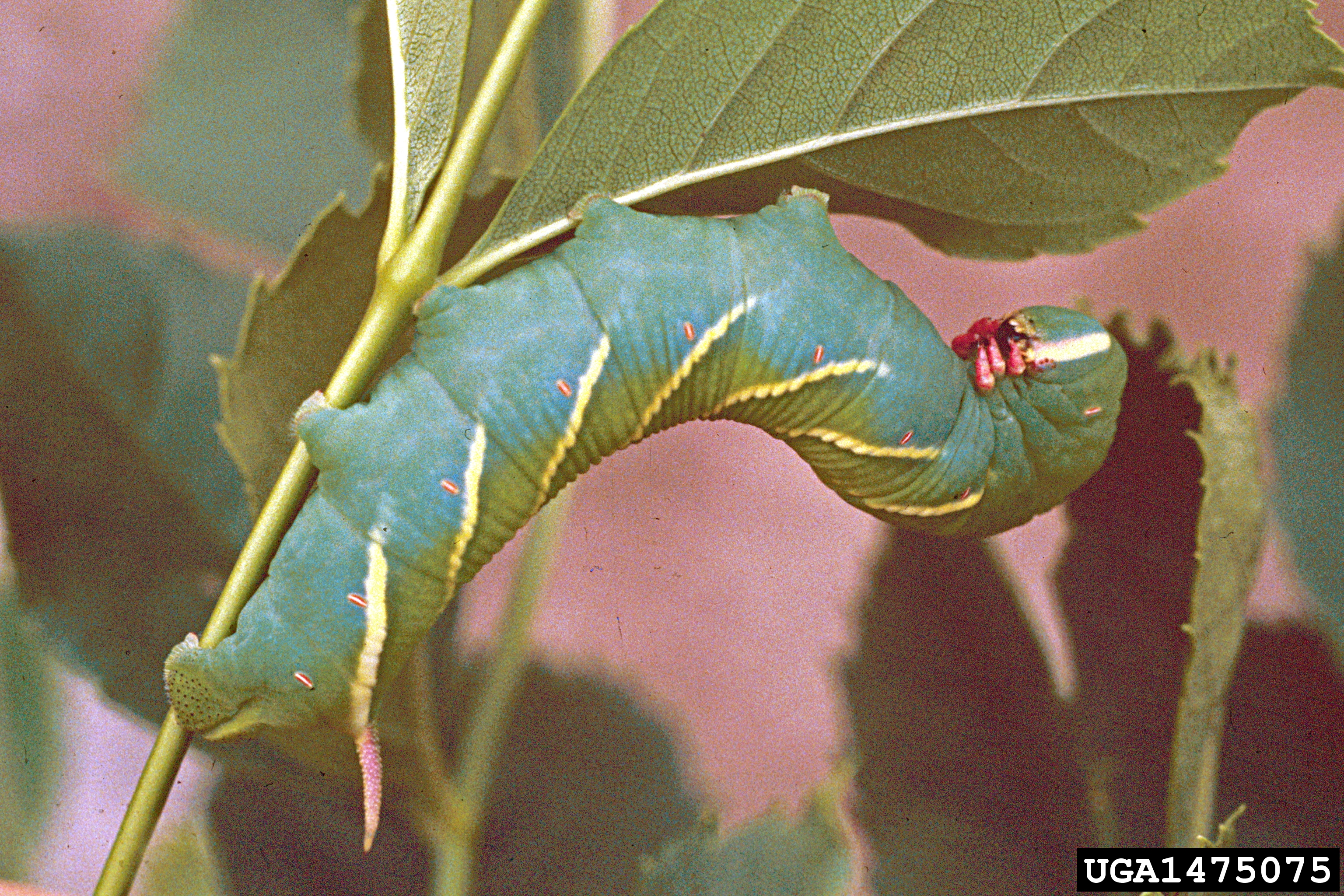
Raupe von Sphinx chersis

Sphinx chersis ist ein Schmetterling (Nachtfalter) aus der Familie der Schwärmer (Sphingidae). Die Art zählt zu den bestuntersuchten Schwärmern. 

## Merkmale
Die Falter haben eine Vorderflügellänge von 38 bis 55 Millimetern. Sie sind im Osten ihrer Verbreitung durch ihre Größe, die mehr oder weniger einfarbig grauen bis blaugrauen Vorderflügel mit der schwach ausgebildeten, blassen weiß-schwarzen Zeichnung einfach von anderen Arten der Gattung Sphinx zu unterscheiden. Der äußerste der schwarzen Striche erreicht die Flügelspitze. Die Oberseite der Hinterflügel ist schwarz mit verwaschenen, blass grauen Binden. Im Südwesten kann man die Art mit Sphinx asellus verwechseln, die jedoch etwas kleiner ist. Außerdem ist die Unterseite der Flügel bei Sphinx chersis deutlich gemustert, während die Musterung bei der ähnlichen Art reduziert ist. Die beiden Arten können anhand der Oberseiten nicht eindeutig voneinander abgegrenzt werden, das blasse weiße Band auf den Vorderflügeln am äußeren Rand der schwarzen Striche ist bei der ähnlichen Art tendenziell breiter als bei Sphinx chersis. Der Thorax von Sphinx chersis hat ein einzelnes Paar feiner schwarzer Linien, die längs entlang des Innenrandes verlaufen, während Sphinx asellus zwei Paare besitzt, wenn auch das zweite Paar sehr fein sein kann. Der Gnathos der männlichen Genitalien ist bei Sphinx chersis etwas eingekerbt, bei der ähnlichen Art ist er breit abgerundet. Die Färbung der Falter ist praktisch nicht variabel. Individuen aus Kalifornien sind tendenziell etwas kleiner als im übrigen Verbreitungsgebiet. Weitere ähnliche Arten sind Sphinx perelegans und Sphinx vashti. Erstere hat eine dunkle Thoraxoberseite mit schwarzen Streifen, die nach hinten zum Hinterleib führen, der zweiten Art fehlt der gescheckte Saum an den Hinterflügeln.

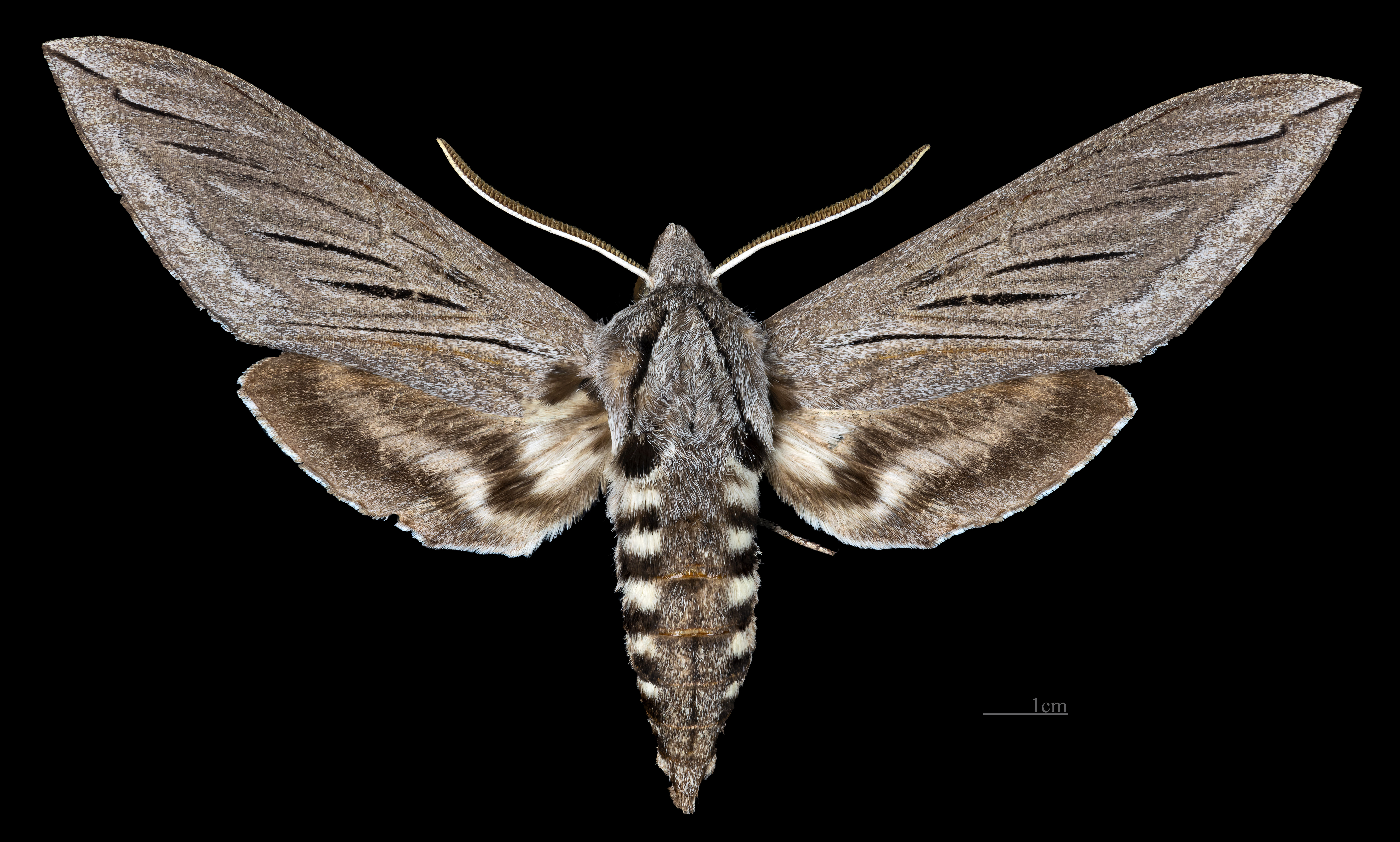
Sphinx chersis ♂
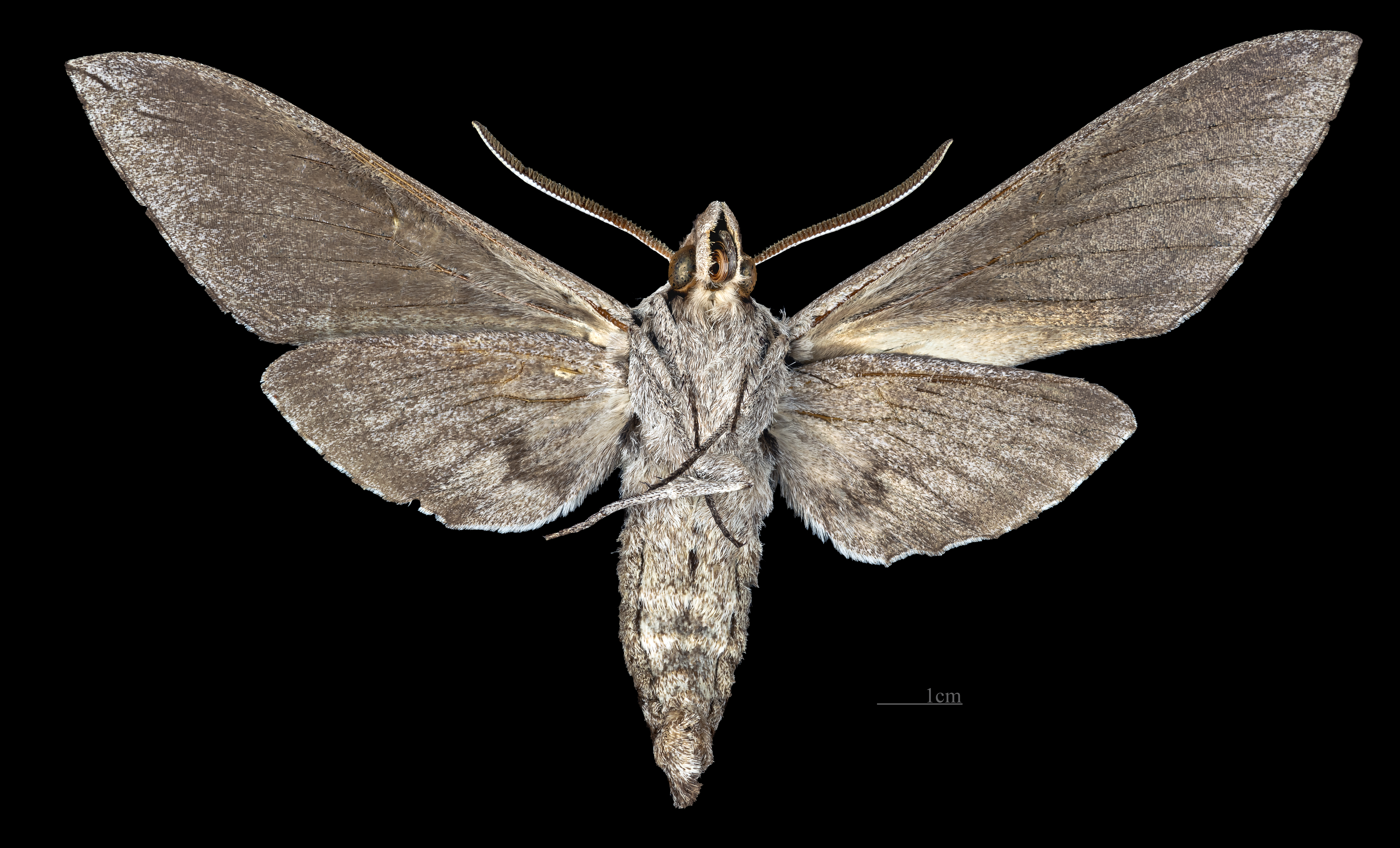
Sphinx chersis ♂   △
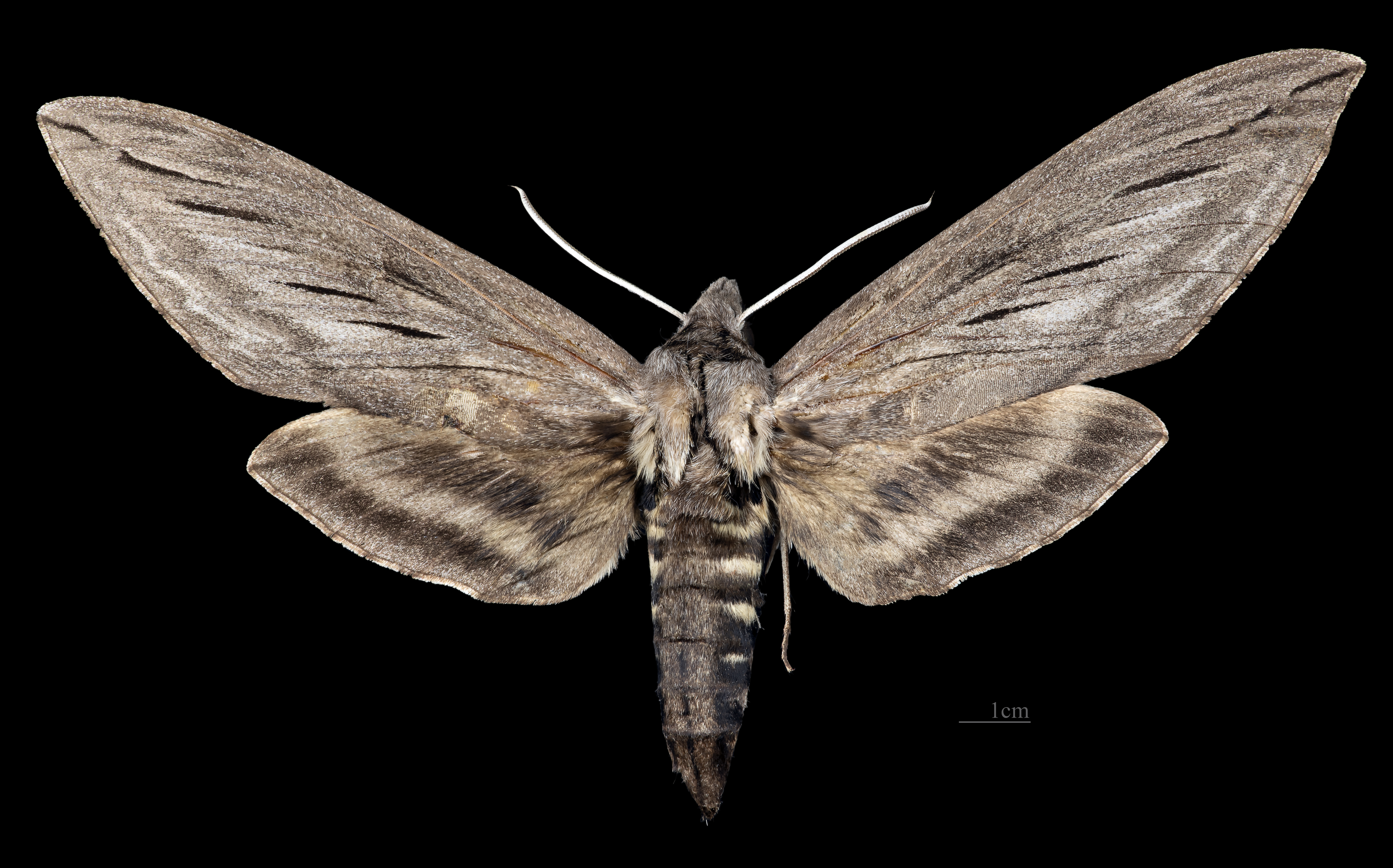
Sphinx chersis   ♀
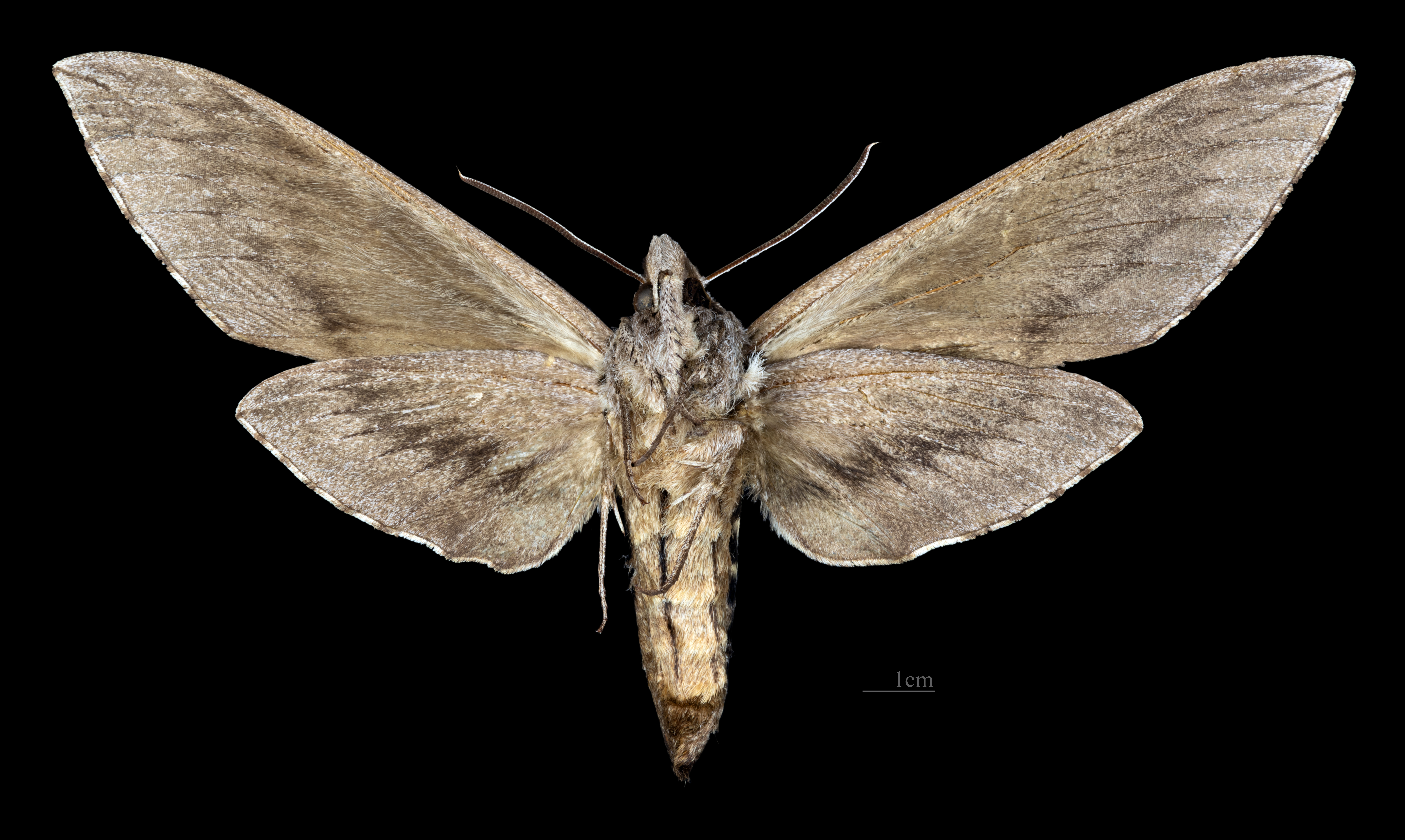
Sphinx chersis  ♀ △

Die Raupen sind im ersten Stadium sehr blass strohgelb gefärbt und haben ein dunkles Analhorn, das deutlich in zwei Spitzen endet. Die ausgewachsenen Raupen haben das typische Aussehen von Schwärmerraupen. Sie haben an den Seiten sieben Paar Schrägstreifen und ein auffälliges Analhorn. Ihre Grundfarbe ist Hell-Blaugrün, wobei der Rücken heller gelblich-grün gefärbt ist. Es gibt aber auch rötlich gefärbte Raupen. Die deutlich ausgebildeten weißen Schrägestreifen an den Seiten sind zum Rücken hin dunkel blaugrün bis violett gerandet. Das Analhorn ist blaugrün mit einem roten Schimmer an der Spitze. Der Kopf trägt ein Paar gelber Streifen an den Seiten, die an der Spitze zusammentreffen. Insbesondere die ersten drei Segmente der Raupen sind körnig strukturiert. Diese Segmente sind zudem auch dunkler grün oder weniger intensiv blaugrün gefärbt.
Die Puppe ist rötlichbraun und hat eine ziemlich glatte, glänzende Oberfläche. Nahe den Stigmen des sechsten und siebten Hinterleibssegments ist ein Paar glänzend schwarzer, chitinisierter Kerben erkennbar. Diese Kerben sind von keiner anderen Art der Gattung bekannt. Der ziemlich kurze Kremaster verjüngt sich zur Spitze hin stark zu einer Doppelspitze.

## Vorkommen
Die sehr häufige Art ist in weiten Teilen des südlichen Kanada und der Vereinigten Staaten mit Ausnahme der südöstlichsten Staaten und in Mexiko verbreitet. Im Osten ist die Art von Nova Scotia, dem Süden Québecs und weiten Teilen Ontarios bekannt. Östlich der Great Plains ist die Art im Norden häufiger, zum Süden hin werden die Nachweise aber seltener. Es gibt keine Nachweise für South Carolina, Georgia, Alabama, Mississippi und Louisiana. Auch bei Nachweisen aus Florida handelt es sich sehr wahrscheinlich um Fehlmeldungen. Im Westen ist ein einzelnes Exemplar aus Thornhill in Manitoba nachgewiesen, die Art tritt jedoch im Süden Saskatchewans und vereinzelt auch im Südosten Albertas auf. In den westlichen Vereinigten Staaten ist die Art mit Ausnahme von Wyoming und Idaho überall nachgewiesen, wobei dieses Fehlen vermutlich in einer unzureichenden Dokumentation begründet ist.
Sphinx chersis ist häufiger in bewaldeten Gebieten anzutreffen und bevorzugt Mikrohabitate mit ausreichender Feuchtigkeit für Bewuchs mit Eschen.

## Lebensweise
Die Falter schlüpfen am späten Nachmittag und werden am ersten Abend aktiv. Sie fliegen nachts häufig Lichtquellen und auch Nektarblüten an. Sie sind beispielsweise an Nachtkerzen (Oenothera), Virginischem Tabak (Nicotiana tabacum) Lonicera japonica, Gewöhnlichem Seifenkraut (Saponaria officinalis), Apocynum, Sumpf-Seidenpflanzen (Asclepias incarnata) und kultivierten Petunien (Petunia x hybrida) nachgewiesen.

### Flug- und Raupenzeiten
Die Falter fliegen im Norden ihrer Verbreitung in einer Generation von Ende Mai bis Anfang Juli. Im Süden fliegen sie in zwei Generationen von Anfang Mai bis September.

### Nahrung der Raupen
Die Raupen ernähren sich vor allem von Eschen (Fraxinus), aber auch anderen Arten der Ölbaumgewächse (Oleaceae) wie etwa Gemeinen Flieder (Syringa vulgaris), Chionanthus virginicus und Liguster (Ligustrum). Die Art ist aber auch an Rosengewächsen (Rosaceae) wie etwa an Prunus-Arten und an Pappeln (Populus) aus der Familie der Weidengewächse (Salicaceae) nachgewiesen.

## Entwicklung
Die Weibchen legen ihre Eier einzeln an den Raupennahrungspflanzen ab. Die tagaktiven Raupen sind Einzelgänger. Sie ruhen auf der Blattunterseite an der Mittelrippe. Die Verpuppung erfolgt in einer Kammer mehrere Zentimeter tief im Erdboden.

## Belege